# Karekin II
Sua Santità Karekin II (lingua armena: Գարեգին Բ, pronuncia armeno orientale Garegin nato Ktrij Nersessian; Voskehat, 21 agosto 1951) è un arcivescovo cristiano orientale armeno, Patriarca del Patriarcato armeno di Costantinopoli, il Patriarca Supremo e, dal 1999, “Catholicos” di tutti gli Armeni, 132mo Catholicos della Chiesa apostolica armena.

## Biografia
Sua Santità Karekin II, Catholicos di tutti gli Armeni (Ktrich Nersisyan) è nato nel 1951 in un paesino della regione di Armavir, a Voskehat, in Armenia. Ha ricevuto l'istruzione primaria a Voskehat. Nel 1965 è ammesso nel Seminario Teologico Gevorgyan della Santa Sede di Echmiadzin. Nel 1970 il 25 dicembre viene proclamato diacono. Nel 1971 ottiene presso il Seminario Teologico il diploma di laurea con onore, viene nominato assistente ispettore ed intanto insegna anche presso lo stesso Seminario la materia "Nuovo Testamento".
Nel 1972 viene consacrato da Sua Eminenza l'Arcivescovo Ter Tiran Nersoyan e viene proclamato sacerdote celibe, rinominato reverendo Garekin. Nel 1972 continua la sua formazione presso la Facoltà di Teologia dell'Università di Vienna. Nel 1975 viene nominato parroco della comunità armena di Germania e continua gli studi teologici presso l'Università di Bonn e nel 1979 studia a Zagorsk in Russia, facendo il dottorato presso l'Accademia teologica della chiesa ortodossa russa. Nel 1980 viene nominato assistente vicario della diocesi di Ararat. Nell'aprile del 1983 diventa vicario. Il 23 ottobre dello stesso anno fu consacrato vescovo ad Echmiadzin.
Nel 1989 P. Garekin Nersesian come arcivescovo fonda la Scuola Vazgenyan di Sevan con il supporto del Patriarcato di Ararat. Nel 1990 nella diocesi del Patriarcato di Ararat viene fondato il centro dell'istruzione cristiana, che coordina l'educazione nelle 56 scuole secondarie. Dal 1990 Sua Santità diviene membro del Consiglio Spirituale Supremo. Nel 1992 grazie ai suoi sforzi tre dei palazzi pionieri” della capitale vengono trasformati in case Hayordats, dove vengono accolti migliaia di bambini che ricevono formazione spirituale ed estetica. Durante l'elezione patriarcale del 1995 P.Garekin arcivescovo Nersesian era uno dei potenziali candidati, nel terzo turno delle elezioni rinuncia alla sua candidatura a favore di Karekin I, Catholicos della Grande Casa di Cilicia. Nel 1998 il Catholicos Garekin I nomina Sua Santità Garekin II Vicario Patriarcale Generale. Il 27 ottobre 1999 P.Garegin Nersesian arcivescovo, durante la sacra assemblea nazionale ecclesiastica, viene eletto come Patriarca Supremo e Catholicos di tutti gli armeni e in seguito il 4 novembre riceve l'ordinanza e l'unzione patriarcale. Sua Santità è professore del Seminario Teologico e attualmente insegna la materia «Esortazione».

## Attività ecclesiastiche

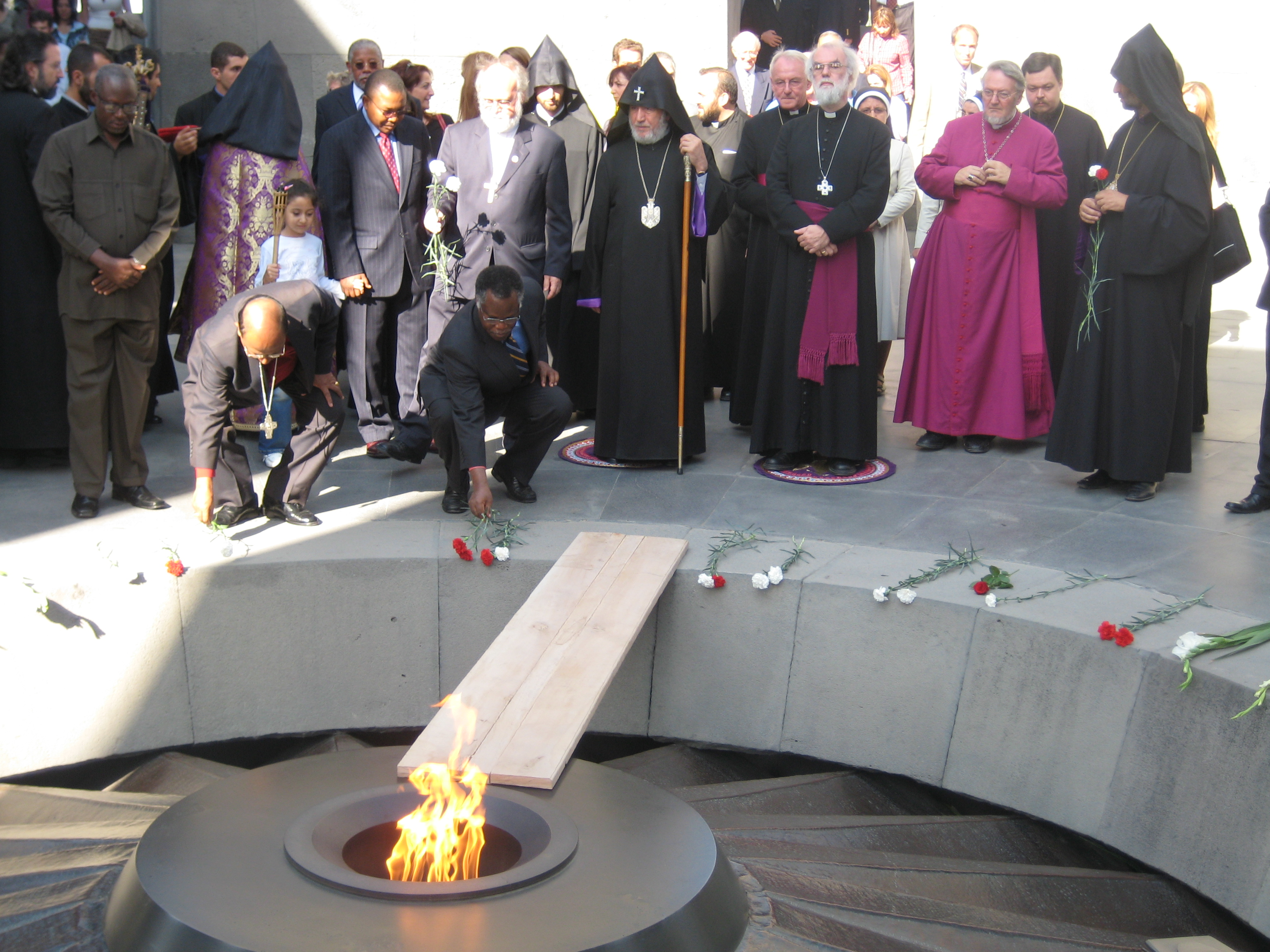
L'arcivescovo di Canterbury Rowan Williams e il Catholicos di tutti gli Armeni Karekin II al monumento del genocidio armeno a Erevan per una cerimonia di accensione della torcia per le vittime del genocidio in Darfur. I due uomini sono in piedi su un panno viola, con Karekin a sinistra e Williams sulla destra.

Dopo la nomina del Patriarca Karekin II, nel 2009 vengono restaurate più di 30 chiese e altre 9 sono ancora in fase di ristrutturazione. Sono state costruite 91 chiese. Grazie a Sua Santità sono consacrate la Chiesa S.Harutyun di Spitak, la Chiesa S.Sarkis di Jerevan, la chiesa di S.Trdat di Vayq, la chiesa di S.Sarkis di Tashir, la chiesa di Santa Anna di Malishka, la chiesa S.Salvatore di Charencavan, la chiesa di Alaverdi S.Gregorio di Narek, la chiesa S.Mesrop Mashtodz di Kapan, la chiesa di Arinj Santa Vergine, la chiesa S.Hakob di Giumri, le chiese recentemente costruite sono: S.Gevorg di Marmashen ed il campanile della chiesa S.Sarkis di Jerevan, la chiesa S.Sarkis di Krasnoryarska in Russia, la chiesa S.Sarkis a Pitegorsk, la chiesa di S.Chiesa dell'Assunzione di Maria in Leopoli. Sono state restaurate le chiese S.Harutyun a Dvin, la chiesa Santa Katarine a San Pietroburgo, la chiesa S.Giorgio a Mughni, Saghmosavanq, il monastero Kecharis a Tsaghkadzor, chiesa S. Eghishe a Londra, la chiesa Santa Croce ad Apranan.
Il 23 settembre 2001 da parte di Sua Santità viene consacrata la chiesa San Gregorio Illuminatore a Yerevan. Nella Santa Sede sono state restaurate le seguenti strutture: 
- La Cattedrale
- Il Vanatun
- La Casa editrice
- Il vecchio palazzo del seminario
- Gli alloggi diaconali
- Il Seminario Gevorgyan
- Il Museo Khrimyan
- Le camere da letto del Seminario
- Il palazzo amministrativo
- Il vecchio Veharan
- Il Museo della Cattedrale

Durante le ristrutturazioni venivano costruiti i seguenti palazzi: 
- Il palazzo di battesimo
- L'archivio
- Il palazzo di congregazione
- La Cappella del Seminario con annesso
- Il complesso sportivo
- Il centro di educazione
- Il centro di educazione spirituale
- I'Altare all'aperto
- Le Porte del Vazgenyan

I lavori della costruzione delle chiese sono attualmente in processo, sia in Armenia che in tutto il mondo.
Subito dopo essere stato eletto Sua Santità fonda il centro teologico-armenistico Garegin I, la cui ricca biblioteca contribuisce allo sviluppo scientifico e teologico dei monaci della Santa Sede. Sono inoltre in molti gli armeni e persone straniere che hanno l'opportunità` di lavorare nel centro che presenta al suo interno una vasta possibilità di accesso alla ricca collezione di letteratura. Durante la carica di Sua Santità Garegin II, il Seminario Vazgenyan a Sevan e il Seminario teologico Gevrogyan godono di grande sviluppo. Dal 1999 al 2009 ben 249 studenti si sono laureati nel Seminario, di cui 225 vengono proclamati sacerdoti. Le case Hayordats sono in stretta connessione con le istituzioni spirituali-educative. Le capacità`creative dei ragazzi che frequentano le Case armene si sviluppano grazie agli sforzi di insegnanti altamente qualificati. Durante la parrocchia di 10 anni di Garegin II sono state aperte 8 Case Hayordats.

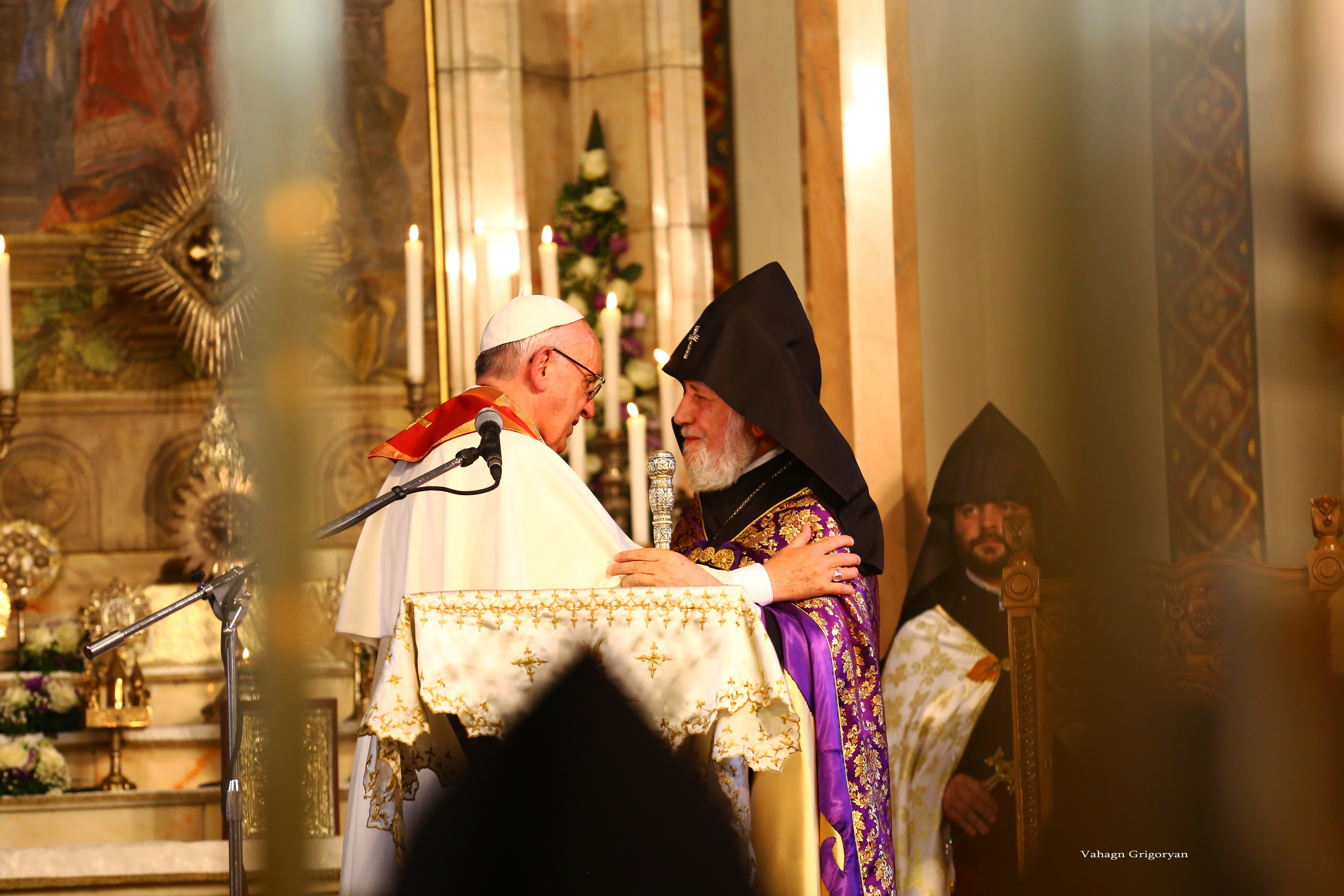
Papa Francesco con Karekin II.

Il 23 aprile 2015 Karekhin II ha proclamato santi un milione e mezzo di cristiani, vittime del genocidio armeno del 1915.

## Titoli, medaglie
Sua Santità Garegin II è sia membro del consiglio della fondazione pan-Armena “Hayastan” che membro onorario del consiglio generale armeno Unione di beneficenza. Nel 2000 riceve il titolo di dottore onorario dell'Università Statale di Artsakh. Da parte del consiglio sociale dell'Accademia Internazionale di Informatizzazione e viene nominato membro dell'Accademia sopramenzionata, nel 2001, a Sua Santità, da parte della direzione dell'accademia, viene conferito il titolo di dottore in filosofia. Nel 2003 Garegin II riceve il titolo di membro onorario dell'Accademia Nazionale delle Scienze. Nel 2004 da parte del consiglio accademico dell'Università Statale di Yerevan Sua Santità riceve il titolo di dottore onorario. Il Catholicos Garegin II riceve titoli superiori; l'ordine di Giordania del tipo A, Palestina "Betlemme -2000", l'ordine di massima onorificenza della Romania, Stella della Romania (2000), l'ordine “Il Principe Yaroslavo Saggio” di Ucraina, Commendatore dell'Ordine della Legion d'Onore (2001), l'ordine della Chiesa ortodossa russa del Santo Apostolo Andreas (2004) ed altri ordini superiori.

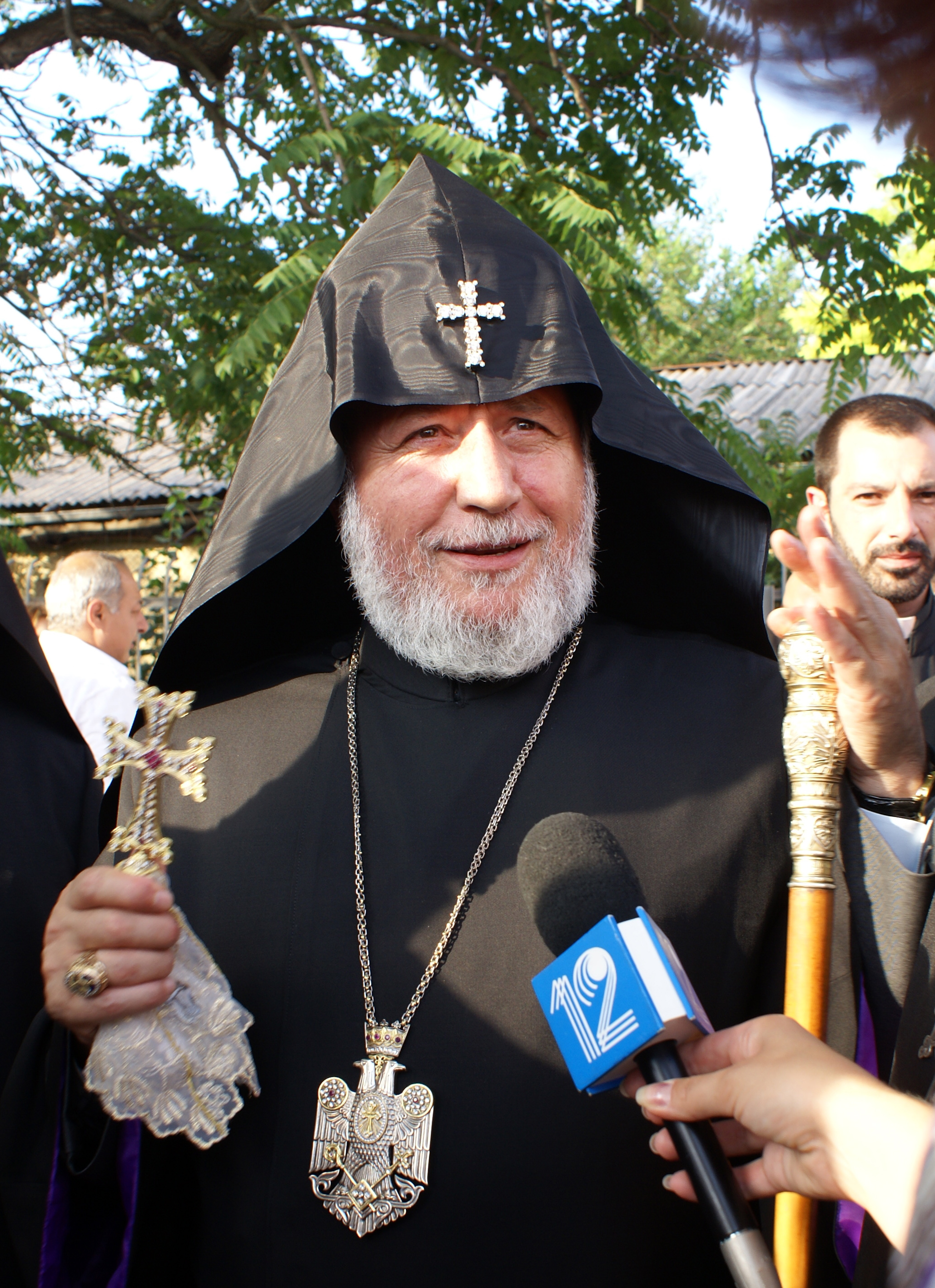
Karekin II dopo la consacrazione della prima pietra presso il sito della chiesa di Simferopol, il 28 luglio 2008.

Il 7 maggio 2008 l'Università Pontificia Salesiana di Roma gli ha conferito il titolo di dottore honoris causa in teologia pastorale giovanile per la solerzia con cui ha promosso la formazione cristiana del popolo di Dio, la sensibilità a favore dell'educazione religiosa dei giovani e lo spirito con cui ha preso parte allo sviluppo dell'intensa azione ecumenica di dialogo, di collaborazione e di stima, soprattutto con la Chiesa Cattolica.
Nel 2010 da parte dell'intero Patriarcato di Russia Sua Santità Garegin II riceve un premio onorario per l'eccezionale contributo al rafforzamento dell'Unione dei popoli ortodossi della nazione e in tutto il mondo per la promozione dei valori cristiani.